# Allium reconditum
Allium reconditum är en amaryllisväxtart som beskrevs av Pastor, Valdés och J.M.Muñoz. Allium reconditum ingår i släktet lökar, och familjen amaryllisväxter. Inga underarter finns listade i Catalogue of Life.